# Црква Рођења Пресвете Богородице у Глибовцу
Црква Рођења Пресвете Богородице у Глибовцу, насељеном месту на територији општине Смедеревска Паланка, подигнута је 1907. године и припада Епархији шумадијској Српске православне цркве.
Црква је посвећена Рођењу Пресвете Богородице.